# Rocco Morabito
Pour les articles homonymes, voir Morabito.
Rocco Morabito (13 octobre 1966, Africo) est un mafioso italien, membre de la 'Ndrangheta.

## Biographie
Rocco Morabito, connu sous le nom de U tamunga parce qu'il possédait  une auto Munga, est un parent de Giuseppe Morabito (dont le fils du même nom ne doit pas être confondu). Dans les années 1980, il fréquente l'Université de Messine. 
En 1991, à 25 ans, il s'installe à Milan, via Bordighera, où il réside administrativement, même si matériellement il réside à Casarile. 
En 1994, avec l'opération de Fortaleza , il a été condamné à 30 ans de prison pour association de type mafieux et trafic de drogue lors d'une opération menée par la police uruguayenne avec un expert en sécurité du Département de la sécurité publique de Buenos Aires, la cour d'appel d'Uruguay autorise son extradition vers l'Italie, le 29 mars 2019. 
Il s'échappe, le 24 juin 2019, avec trois autres détenus (Leonardo Abel Sinopoli Azcoaga, Matias Sebastián Acosta González et Bruno Ezequiel Díaz) de la terrasse de la prison « centrale » de Montevideo. 
Il est finalement arrêté au Brésil le 24 mai 2021 puis extradé en Italie, le 6 juillet 2022.